# SM UC-71
SM UC-71 – niemiecki podwodny stawiacz min z okresu I wojny światowej, jedna z 64 zbudowanych jednostek typu UC II. Zwodowany 12 sierpnia 1916 roku w stoczni Blohm & Voss w Hamburgu, został przyjęty do służby w Kaiserliche Marine 28 listopada 1916 roku. W czasie służby operacyjnej w składzie Flotylli Flandria i 1. Flotylli U-Bootów Hochseeflotte okręt odbył 19 patroli bojowych, w wyniku których zatonęły 63 statki o łącznej pojemności 110 750 BRT, a 17 statków o łącznej pojemności 74 089 BRT i slup o wyporności 1250 ton doznało uszkodzeń. Po zawieszeniu broni w 1918 roku, UC-71 został przekazany Wielkiej Brytanii w ramach reparacji wojennych. Zatonął jednak w drodze na Wyspy Brytyjskie 20 lutego 1919 roku.

## Projekt i budowa
Dokonania pierwszych niemieckich podwodnych stawiaczy min typu UC I, a także zauważone niedostatki tej konstrukcji, skłoniły dowództwo Cesarskiej Marynarki Wojennej z admirałem von Tirpitzem na czele do działań mających na celu budowę nowego, znacznie większego i doskonalszego typu okrętu podwodnego. Opracowany latem 1915 roku projekt okrętu, oznaczonego później jako typ UC II, tworzony był równolegle z projektem przybrzeżnego torpedowego okrętu podwodnego typu UB II. Głównymi zmianami w stosunku do poprzedniej serii były: instalacja wyrzutni torpedowych i działa pokładowego, zwiększenie mocy i niezawodności siłowni, oraz wzrost prędkości i zasięgu jednostki, kosztem rezygnacji z możliwości łatwego transportu kolejowego (ze względu na powiększone rozmiary).
SM UC-71 zamówiony został 12 stycznia 1916 roku jako jednostka z III serii okrętów typu UC II (numer projektu 41, nadany przez Inspektorat U-Bootów), w ramach wojennego programu rozbudowy floty . Został zbudowany w stoczni Blohm & Voss w Hamburgu jako jeden z dziewięciu okrętów III serii zamówionych w tej wytwórni. UC-71 otrzymał numer stoczniowy 287 (Werk 287)  . Stępkę okrętu położono w 1916 roku , a zwodowany został 12 sierpnia 1916 roku. Koszt budowy okrętu wyniósł 2 mln 141 tys. marek.

## Dane taktyczno-techniczne
SM UC-71 był średniej wielkości przybrzeżnym okrętem podwodnym o konstrukcji dwukadłubowej. Długość całkowita wynosiła 50,35 metra, szerokość 5,22 metra i zanurzenie 3,64 metra . Wykonany ze stali kadłub sztywny miał 39,3 metra długości i 3,61 metra szerokości, a wysokość (od stępki do szczytu kiosku) wynosiła 7,46 metra . Wyporność w położeniu nawodnym wynosiła 427 ton, a w zanurzeniu 508 ton. Jednostka miała wysoki, ostry dziób przystosowany do przecinania sieci przeciwpodwodnych; do jej wnętrza prowadziły trzy luki: pierwszy przed kioskiem, drugi w kiosku, a ostatni w części rufowej, prowadzący do maszynowni . Cylindryczny kiosk miał średnicę 1,4 metra i wysokość 1,8 metra, obudowany był opływową osłoną . Okręt napędzany był na powierzchni przez dwa 6-cylindrowe, czterosuwowe silniki wysokoprężne MAN S6V26/36 o łącznej mocy 440 kW (600 KM), a pod wodą poruszał się dzięki dwóm silnikom elektrycznym SSW o łącznej mocy 460 kW (620 KM) . Dwa wały napędowe obracały dwie śruby wykonane z brązu manganowego (o średnicy 1,9 metra i skoku 0,9 metra) . Okręt osiągał prędkość 12 węzłów na powierzchni i 7,4 węzła w zanurzeniu . Zasięg wynosił 10 420 Mm przy prędkości 7 węzłów w położeniu nawodnym oraz 52 Mm przy prędkości 4 węzłów pod wodą . Zbiorniki mieściły 56 ton paliwa , a energia elektryczna magazynowana była w dwóch bateriach akumulatorów 26 MAS po 62 ogniwa, zlokalizowanych pod przednim i tylnym pomieszczeniem mieszkalnym załogi. Okręt miał siedem zewnętrznych zbiorników balastowych . Dopuszczalna głębokość zanurzenia wynosiła 50 metrów , a czas wykonania manewru zanurzenia 40 sekund.
Głównym uzbrojeniem okrętu było 18 min kotwicznych typu UC/200 w sześciu skośnych szybach minowych o średnicy 100 cm, usytuowanych w podwyższonej części dziobowej jeden za drugim w osi symetrii okrętu, pod kątem do tyłu (sposób stawiania – „pod siebie”). Układ ten powodował, że miny trzeba było stawiać na zaplanowanej przed rejsem głębokości, gdyż na morzu nie było do nich dostępu, co znacznie zmniejszało skuteczność okrętów. Uzbrojenie uzupełniały dwie zewnętrzne wyrzutnie torped kalibru 500 mm (umiejscowione powyżej linii wodnej na dziobie, po obu stronach szybów minowych), jedna wewnętrzna wyrzutnia torped kal. 500 mm na rufie (z łącznym zapasem 7 torped), oraz umieszczone przed kioskiem działo pokładowe kal. 88 mm L/30, z zapasem amunicji wynoszącym 130 naboi . Okręt wyposażony był w dwa peryskopy Zeissa: wachtowy i bojowy oraz radiostację z podnoszonym masztem o wysokości 10 metrów. Wyposażenie uzupełniała kotwica grzybkowa o masie 272 kg .
Załoga okrętu składała się z 3 oficerów oraz 23 podoficerów i marynarzy.

## Służba

### 1916 rok
28 listopada 1916 roku SM UC-71 został przyjęty do służby w Cesarskiej Marynarce Wojennej. Dowództwo jednostki objął por. mar. (niem. Oberleutnant zur See) Hans Valentiner, dowodzący wcześniej UB-16 i UB-37 .

### 1917 rok
Z dniem 1 lutego 1917 roku, rozkazem szefa sztabu admiralicji niemieckiej z 12 stycznia tego roku, U-Booty należące do czterech flotylli Hochseeflotte, Flotylli Flandria i Flotylli Pola rozpoczęły nieograniczoną wojnę podwodną. Po okresie szkolenia okręt został 3 marca przydzielony do Flotylli Flandria . W dniach 28 marca – 13 kwietnia UC-71 odbył pierwszy rejs bojowy na wody kanału La Manche, stawiając dwie zagrody minowe. 30 marca na postawione przez U-Boota miny weszła jedna brytyjska i dwie francuskie jednostki: zbudowany w 1906 roku parowiec „Edernian” o pojemności 3588 BRT, płynący pod balastem z Hawru do Cardiff, który doznał uszkodzeń w odległości 3,5 Mm na północny wschód od Saint-Valery-sur-Somme ; kuter „Saint Louis III” (97 BRT), który zatonął na tych samych wodach ze stratą 16 członków załogi  oraz żaglowiec „Sarcelle” (49 BRT), który zatonął nieopodal Dieppe . Następnego dnia w odległości 35 Mm na południowy wschód od Start Point okręt zatrzymał i zatopił z działa pokładowego zbudowany w 1896 roku brytyjski drewniany szkuner „Primrose” o pojemności 113 BRT, płynący pod balastem z Granville do Fowey (w wyniku ataku zginęła jedna osoba)  .
3 kwietnia na zachód od Ouessant ten sam los spotkał zbudowany w 1904 roku brytyjski drewniany trzymasztowy szkuner „Ellen James” o pojemności 165 BRT, który wypłynął z Huelvy z ładunkiem pirytów (na pokładzie zginęło pięciu załogantów wraz z kapitanem)  . Nazajutrz w odległości 40 Mm na zachód od Scilly UC-71 zatrzymał i po ewakuacji załogi zatopił zbudowany w 1888 roku włoski parowiec „Pensiero” (2632 BRT), płynący na trasie Genua – Barry . 5 kwietnia ofiarą działalności bojowej U-Boota padły dwa parowce: zbudowany w 1901 roku hiszpański „San Fulgencio” (1558 BRT), płynący z ładunkiem węgla z Newcastle upon Tyne do Barcelony, który został zatopiony nieopodal Les Sables-d’Olonne  oraz pochodzący z 1899 roku brytyjski „Gower Coast” (804 BRT), także transportujący węgiel z Newcastle upon Tyne przez Boulogne-sur-Mer do Le Tréport, który zatonął po wejściu na minę wraz z całą, liczącą 15 osób załogą na pozycji 50°08′N 1°16′E/50,133333 1,266667  . 7 kwietnia okręt w Zatoce Biskajskiej zatopił ogniem artyleryjskim zbudowany w 1907 roku portugalski parowiec „Caminha” o pojemności 2763 BRT, płynący z Lizbony do Rochefort (na pozycji 45°22′N 2°48′W/45,366667 -2,800000) . Następnego dnia nieopodal Ouessant załoga UC-71 wykryła trzy parowce eskortowane przez torpedowiec. Przeprowadzony już po północy (9 kwietnia) atak zakończył się zatopieniem dwóch statków: zbudowanego w 1880 roku greckiego „Themistoclis” o pojemności 1895 BRT, przewożącego węgiel z Cardiff do Algieru  oraz pochodzącego z 1902 roku norweskiego „Valhall” (750 BRT), płynącego z ładunkiem smoły z Manchesteru do Kadyksu (na pozycji 48°19′N 5°47′W/48,316667 -5,783333, nikt nie zginął) . Nazajutrz w odległości 45 Mm na południowy zachód od Ouessant okręt zatopił zbudowany w 1911 roku norweski parowiec „Ranvik” o pojemności 5848 BRT, przewożący ładunek 9800 ton pszenicy z Buenos Aires do Cherbourga (obyło się bez strat w załodze) . 12 kwietnia nieopodal Cherbourga okręt zatrzymał i zatopił z działa pokładowego zbudowany w 1905 roku francuski żaglowiec „Edelweiss” (192 BRT) . 18 kwietnia na postawionej przez U-Boota nieopodal Dieppe w marcu minie zatonął zbudowany w 1882 roku norweski parowiec „Heim” o pojemności 1669 BRT, przewożący ładunek węgla z Kingston upon Hull do Rouen (na pokładzie śmierć poniosły dwie osoby) . Pięć dni później pod Le Tréport ten sam los spotkał belgijską łódź rybacką „Cenobic” o pojemności 16 BRT (zginęło czterech rybaków) .
26 kwietnia nowym dowódcą okrętu został mianowany por. mar. Hugo Thielmann, dowodzący uprzednio UC-1 i UB-16 . 2 maja na północny zachód od Terschelling (na pozycji 53°47′N 4°21′E/53,783333 4,350000) okręt zatrzymał i po ewakuacji załogi zatopił zbudowany w 1916 roku holenderski kuter rybacki „Westland” (108 BRT) . 5 maja na pozycji 53°31′N 3°40′E/53,516667 3,666667 ten sam los spotkał zbudowany w 1898 roku holenderski trawler „Simon” o pojemności 150 BRT, jednak łodzi obsadzonej przez 11-osobową załogę nigdy nie odnaleziono . 15 maja w odległości 25 Mm na północny zachód od IJmuiden UC-71 zatrzymał i zatopił zbudowany w 1915 roku holenderski motorowiec „Boreas” o pojemności 192 BRT, przewożący ładunek rudy cynku z Göteborga do Rotterdamu . Nazajutrz na tych samych wodach okręt zatrzymał i zatopił ogniem artyleryjskim zbudowany w 1909 roku holenderski żaglowiec ze stalowym kadłubem „Hendrika Johana” (134 BRT), przewożący surówkę hutniczą na tej samej co „Boreas” trasie (na pozycji 52°31′N 4°20′E/52,516667 4,333333) . 17 maja załoga U-Bbota zatrzymała i po zejściu załóg zatopiła dwie holenderskie żaglowe łodzie rybackie: zbudowaną w 1896 roku „Jakoba” o pojemności 107 BRT (nieopodal Den Helder)  oraz pochodzącą z 1916 roku „Mercurius” (80 BRT, w odległości 17 Mm na północny zachód od Noordwijk) . Następnego dnia w odległości 40 Mm od IJmuiden identyczny los spotkał zbudowany w 1911 roku holenderski motorowiec „Annetta” o pojemności 177 BRT, przewożący ładunek drobnicy na trasie IJmuiden – Hawr .
10 czerwca komendę nad SM UC-71 objął por. mar. Reinhold Saltzwedel, dowodzący wcześniej UB-10, UC-10, UC-11 i UC-21 . 14 czerwca na wodach La Manche okręt storpedował bez ostrzeżenia i zatopił zbudowany w 1885 roku brytyjski parowiec „Wega” o pojemności 839 BRT, przewożący węgiel z Hartlepool do Cowes (w wyniku ataku zginęło pięciu członków załogi)  . Następnego dnia na południowy wschód od wyspy Wight UC-71 storpedował bez ostrzeżenia zbudowany w 1912 roku uzbrojony brytyjski zbiornikowiec „Wapello” o pojemności 5576 BRT, płynący z ładunkiem benzyny z Filadelfii do Thames Haven. Statek zatonął na pozycji 50°30′N 0°57′W/50,500000 -0,950000 ze stratą dwóch załogantów)  . 26 czerwca nieopodal Cherbourga okręt stoczył pojedynek artyleryjski ze zbudowanym w 1878 roku francuskim żaglowym trzymasztowym statkiem-pułapką „Normandy” (543 BRT), uszkadzając wrogą jednostkę i zabijając na jej pokładzie jednego marynarza . 28 czerwca w odległości 5 Mm od Île d’Yeu U-Boot o 22:45 storpedował płynący w konwoju zbudowany w 1917 roku uzbrojony francuski parowiec „Marne” o pojemności 4019 BRT, transportujący węgiel z Sunderlandu do Bordeaux. Do ataku doszło na pozycji 46°59′N 2°29′W/46,983333 -2,483333, a z liczącej 40 osób załogi uzbrojony trawler „Sauterelle” uratował 28 rozbitków . Następnego dnia w odległości około 5 Mm na południowy zachód od Île de Noirmoutier okręt zatopił piętnastoma celnymi pociskami z działa pokładowego zbudowany w 1891 roku grecki parowiec „Driskos” o pojemności 2833 BRT, przewożący ładunek rudy żelaza z Bône do ujścia Tees (w wyniku ostrzału śmierć poniósł jeden marynarz) .
3 lipca w odległości 165 Mm na południowy zachód od Belle-Île U-Boot zatopił zbudowany w 1905 roku amerykański parowiec „Orleans” o pojemności 2853 BRT, płynący z ładunkiem drobnicy z Nowego Jorku do Bordeaux (na pozycji 47°12′N 7°40′W/47,200000 -7,666667, ze stratą czterech załogantów) . Nazajutrz w odległości około 100 Mm na południowy zachód od Ouessant okręt zatrzymał i zatopił zbudowany w 1889 roku norweski parowiec „Snetoppen” o pojemności 2349 BRT, przewożący ładunek gliny z Fowey do Nowego Jorku (na pozycji 47°30′N 7°05′W/47,500000 -7,083333, nikt nie zginął) . 6 lipca lista wojennych osiągnięć UC-71 powiększyła się o dwa kolejne norweskie parowce, zatopione bez ofiar w ludziach na wodach okalających Ouessant: zbudowany w 1894 roku „Løvstakken” (3105 BRT), transportujący węgiel z Newport na Azory (na pozycji 48°00′N 5°43′W/48,000000 -5,716667) oraz pochodzący z 1896 roku „Victoria 2” (2798 BRT), przewożący ładunek gliny z Fowey do Nowego Jorku  . Dwa dni później na postawioną przez okręt podwodny w estuarium Żyrondy minę wszedł zbudowany w 1911 roku uzbrojony brytyjski parowiec „Vendee” o pojemności 1295 BRT, przewożący drobnicę z Bordeaux do Liverpoolu (na pozycji 45°45′N 1°20′W/45,750000 -1,333333, zginęły trzy osoby)  .
3 sierpnia o 23:00 nieopodal Île d’Yeu okręt storpedował bez ostrzeżenia płynący w konwoju zbudowany w 1916 roku uzbrojony brytyjski parowiec „Aube” (1837 BRT), transportujący 2451 ton węgla z Newport do Bordeaux. Do ataku doszło na pozycji 46°56′N 2°28′W/46,933333 -2,466667, a z liczącej 30 osób załogi 29 zostało uratowanych przez patrolowiec „Bouvreuil”  . Nazajutrz w nocy na tych samych wodach UC-71 storpedował dwa kolejne alianckie parowce: zbudowany w 1888 roku uzbrojony brytyjski „Cairnstrath” (2128 BRT), przewożący ładunek rudy żelaza z Bilbao do Newcastle upon Tyne (zatonął na pozycji 47°00′N 2°29′W/47,000000 -2,483333, zginęły 22 z liczącej 23 osoby załogi)   oraz pochodzący z 1911 roku francuski „Afrique” o pojemności 2457 BRT, płynący z Blyth do Saint-Nazaire, który jedynie został uszkodzony . 7 sierpnia w odległości 70 Mm na zachód od Penmarch U-Boot zatrzymał i po ewakuacji załogi zatopił przy pomocy ładunków wybuchowych zbudowany w 1910 roku brytyjski parowiec „Port Curtis” o pojemności 4710 BRT, który wypłynął z ładunkiem owsa z Bahía Blanca (na pozycji 47°30′N 6°00′W/47,500000 -6,000000)  .
8 sierpnia w odległości 130 Mm na zachód od Ouessant UC-71 stoczył zacięty pojedynek ze zbudowanym w 1910 roku brytyjskim statkiem-pułapką HMS „Dunraven” (3117 BRT), dowodzonym przez komandora Gordona Campbella . Płynący na powierzchni okręt podwodny rozpoczął ostrzał z działa pokładowego z odległości 5000 metrów, a ucharakteryzowany na defensywnie uzbrojony parowiec statek-pułapka odpowiadał niecelnie z działa rufowego, chcąc zwabić nieprzyjaciela bliżej. Ostrzał ze strony U-Boota spowodował pożar na pokładzie brytyjskiej jednostki, a jeden z pocisków doprowadził do eksplozji jednej z przewożonych na rufie bomb głębinowych, a następnie wybuchu reszty amunicji i oderwania rufy. Wówczas Brytyjczycy rozpoczęli ostrzał z zamaskowanych dział, jednak UC-71 zanurzył się i wystrzelił w kierunku HMS „Dunraven” celną torpedę, a po godzinie wynurzył się i kontynuował ostrzał artyleryjski. Następnie okręt znów się zanurzył i pod wodą zbliżył się do swej ofiary, która wystrzeliła w jego kierunku dwie niecelne torpedy. Wtedy U-Boot oddalił się z pola bitwy, na które przybyły niszczyciele HMS „Attack” i HMS „Christopher” oraz amerykański uzbrojony jacht USS „Noma”; wzięty na hol ciężko uszkodzony „Dunraven” zatonął ostatecznie 10 sierpnia (wielu członków załogi odniosło rany, lecz nikt nie zginął) .
6 września o 13:30 w pobliżu wyspy Belle-Île UC-71 storpedował próbujący go staranować zbudowany w 1910 roku uzbrojony belgijski parowiec pasażerski „Elisabethville” o pojemności 7017 BRT, płynący z Matadi przez Falmouth do Kingston upon Hull. Statek, na którego pokładzie znajdowało się 140 pasażerów i 173 członków załogi, zatonął około 15:00 na pozycji 47°08′N 3°11′W/47,133333 -3,183333, a wszyscy rozbitkowie zostali uratowani (z wyjątkiem 14 osób, które zginęły w wyniku wybuchu torpedy) . Następnego dnia na południowy zachód od Groix okręt stoczył pojedynek artyleryjski ze zbudowaną w 1907 roku uzbrojoną francuską barkentynę „Kleber” o pojemności 277 BRT, która mimo doznanych uszkodzeń odparła atak U-Boota ze stratą dwóch członków załogi . Tego dnia UC-71 zatopił też u ujścia Loary francuską jednostkę „Mont De Piete” (38 BRT) . 8 września w odległości 25 Mm na północny wschód od Ouessant okręt zatrzymał i zatopił zbudowany w 1898 roku norweski parowiec „Setubal” o pojemności 1201 BRT, przewożący ładunek orzeszków ziemnych z Rufisque do Dunkierki (na pozycji 48°55′N 4°35′W/48,916667 -4,583333, nikt nie zginął) . Następnego dnia na wodach między Isle of Portland a Wight U-Boot storpedował płynący w eskorcie konwoju HS-7 zbudowany w 1916 roku brytyjski slup HMS „Myosotis” (1250 ton). Brytyjski okręt został uszkodzony i stracił trzech marynarzy, po czym został wzięty na hol przez slup HMS „Bluebell” i w eskorcie slupa HMS „Jessamine” odstawiony do Devonport . 10 września na południowy wschód od Wight okręt zatopił zbudowany w 1916 roku norweski parowiec „Vikholmen” o pojemności 494 BRT, transportujący węgiel z Cardiff do Saint-Malo (na pozycji 50°11′N 1°22′W/50,183333 -1,366667, śmierć poniosło ośmiu członków załogi) .
14 września nowym dowódcą okrętu został por. mar. Ernst Steindorff, dowodzący uprzednio UB-12 . 22 września U-Boot w pobliżu latarni morskiej Flamborough storpedował dwa parowce: zbudowany w 1897 roku brytyjski „Trongate” o pojemności 2553 BRT, przewożący węgiel z South Shields do Rochefort (zatonął, a na jego pokładzie zginęły dwie osoby)   oraz pochodzący z 1907 roku norweski „Matti” (2139 BRT), płynący pod balastem na trasie Rouen – Tyne, który doznał uszkodzeń ze stratą trzech załogantów . Nazajutrz w odległości 2,5 Mm na południowy wschód od Scarborough UC-71 storpedował bez ostrzeżenia i zatopił zbudowany w 1913 roku uzbrojony brytyjski parowiec „Hornsund” o pojemności 3646 BRT, transportujący węgiel z Tyne do Londynu (śmierć poniósł jeden marynarz)  . 24 września w odległości 6–8 Mm na wschód od latarni morskiej Flamborough okręt zatopił płynący w konwoju zbudowany w 1892 roku norweski parowiec „Leka” (1845 BRT), przewożący ładunek rudy żelaza z Santander do Sunderlandu (w wyniku ataku zginęło 17 osób) .
31 października o 4:15 na zachód od Île de Noirmoutier U-Boot storpedował zbudowany w 1910 roku uzbrojony brytyjski parowiec „Estrellano” o pojemności 1161 BRT, który 25 października wyruszył z Porto i płynął w konwoju T-340 do Londynu. Statek zatonął o 4:45 na pozycji 47°04′N 2°40′W/47,066667 -2,666667, a na jego pokładzie poniosło śmierć trzech portugalskich palaczy (reszta załogi została podjęta przez trawler „La Batailleuse”)  . 5 listopada nieopodal Penmarch (na pozycji 47°23′N 4°44′W/47,383333 -4,733333) okręt zatopił w ataku torpedowym zbudowany w 1895 roku amerykański uzbrojony jacht USS „Alcedo” o pojemności 983 BRT, na którego pokładzie zginęło 21 osób . Tuż po północy 16 listopada na postawioną przez okręt podwodny nieopodal Île d’Yeu minę wszedł płynący w eskorcie konwoju zbudowany w 1891 roku francuski uzbrojony trawler „Naalso” (135 BRT). Jednostka zatonęła w ciągu trzech minut od detonacji miny na pozycji 46°49′N 2°33′W/46,816667 -2,550000, a cała 11-osobowa załoga została uratowana przez trawler „Baron Daviliers” .
6 grudnia na wodach La Manche UC-71 storpedował i zatopił dwa brytyjskie parowce: zbudowany w 1917 roku „Wyndhurst” o pojemności 570 BRT, płynący z Penarth do Rouen z ładunkiem węgla (na pozycji 50°05′N 1°18′W/50,083333 -1,300000, w wyniku ataku zginęło 11 załogantów wraz z kapitanem)   oraz pochodzący z 1915 roku „Braeside” (569 BRT), także transportujący węgiel z Blyth na Jersey (śmierć na pokładzie poniosło 11 osób) . Tego dnia na postawionej przez U-Boota na wschód od Wight minie zatonął ze stratą 11 załogantów zbudowany w 1908 roku brytyjski uzbrojony trawler HMT „Apley” (222 BRT, na pozycji 50°37′N 0°56′W/50,616667 -0,933333) . 24 grudnia okręt storpedował w kanale La Manche zbudowany w 1890 roku brytyjski parowiec „Luciston” o pojemności 2877 BRT, przewożący towary rządowe z Southampton do Boulogne-sur-Mer. Ciężko uszkodzony statek osadzono na brzegu, jednak ostatecznie uległ zniszczeniu (w wyniku ataku śmierć poniósł jeden marynarz, który zmarł 1 stycznia 1918 roku w szpitalu w Brighton) . Następnego dnia ofiarą działalności U-Boota padły nieopodal latarni morskiej St Catherine dwa kolejne parowce: zbudowany w 1909 roku belgijski „Espagne” o pojemności 1463 BRT, płynący pod balastem z Hawru do Newport (zatonął na pozycji 50°26′N 1°29′W/50,433333 -1,483333)  oraz pochodzący z 1902 roku brytyjski „Hyacinthus” (5756 BRT), płynący pod balastem z Hawru do Devonport, który został uszkodzony w wyniku ataku torpedowego (nikt nie zginął) . 27 grudnia w odległości 28 Mm na północny wschód od Barfleur okręt zatopił zbudowany w 1916 roku francuski parowiec P.L.M. 4 (2640 BRT), transportujący węgiel z Tyne do Hawru . Następnego dnia w odległości 12 Mm na południowy wschód od latarni morskiej St Catherine UC-71 storpedował bez ostrzeżenia zbudowany w 1903 roku brytyjski parowiec „Fallodon” o pojemności 3012 BRT, płynący pod balastem z Hawru do Firth of Clyde (na pozycji 50°26′N 1°06′W/50,433333 -1,100000, w wyniku ataku zginął jeden marynarz)  . W tym samym dniu o godzinie 19:00 nieopodal Newhaven na jednej z postawionych przez U-Boota 24 grudnia min zatonął wraz z całą, liczącą 10 osób załogą zbudowany w 1916 roku brytyjski kuter HMD „Piscatorial II” (93 BRT) . 29 grudnia na południe od Bognor Regis ten sam los spotkał zbudowany w 1915 roku brytyjski uzbrojony trawler HMT „Sapper” (276 BRT), który zatonął na pozycji 50°37′N 0°41′W/50,616667 -0,683333 wraz z całą, 19-osobową załogą .

### 1918 rok
18 stycznia 1918 roku na postawionej przez UC-71 na południowy wschód od wyspy Wight minie zatonął wraz z całą, liczącą 21 osób załogą zbudowany w 1916 roku brytyjski uzbrojony trawler HMT „Gambri” (274 BRT) . Dwa dni później w pobliżu latarni morskiej St Catherine okręt storpedował i uszkodził zbudowany w 1891 roku brytyjski parowiec „Harmonides” o pojemności 3521 BRT, płynący pod balastem z Londynu do Newport (obyło się bez strat w ludziach) . 23 stycznia w odległości 12 Mm na południowy zachód od latarni morskiej St Catherine UC-71 storpedował zbudowany w 1890 roku norweski parowiec „Aalesund” o pojemności 414 BRT, płynący pod balastem z Caen do Barry (na pozycji 50°28′N 1°33′W/50,466667 -1,550000, w wyniku ataku śmierć poniosło sześć osób) .
29 stycznia dowództwo UC-71 objął por. mar. Walter Warzecha, sprawujący wcześniej komendę nad UC-1 . 14 lutego w odległości 10 Mm na południowy wschód od Hartlepool U-Boot storpedował bez ostrzeżenia płynący w konwoju HZ-8 zbudowany w 1897 roku uzbrojony brytyjski parowiec „Atlas” o pojemności 3090 BRT, przewożący rudę żelaza z Murmańska do Middlesbrough (nikt nie zginął)  . 19 lutego w pobliżu latarni morskiej Flamborough okręt storpedował dwa brytyjskie parowce: zbudowany w 1896 roku „Commonwealth” o pojemności 3353 BRT, przewożący rudę żelaza z Bizerty do Middlesbrough (zatonął, a na jego pokładzie zginęło 14 osób)   oraz pochodzący z 1906 roku „Athenic” (4078 BRT), który wypłynął z Sunderlandu (jedynie doznał uszkodzeń bez strat w załodze) .
8 marca na postawionej przez U-Boota na południe od Bexhill-on-Sea minie został uszkodzony zbudowany w 1912 roku brytyjski parowiec „Saba” o pojemności 4257 BRT, przewożący ładunek drobnicy z Londynu na Barbados (nikt nie zginął) . 12 marca nieopodal latarni morskiej Anvil Point okręt uszkodził w atakach torpedowych dwa brytyjskie parowce: zbudowany w 1915 roku „Clarissa Radcliffe” o pojemności 5754 BRT, płynący pod balastem z Londynu do Newport News (obyło się bez strat w załodze)  oraz pochodzący z 1913 roku „Savan” (4264 BRT), płynący pod balastem z Londynu do Indii Zachodnich (zginął jeden marynarz) . Nazajutrz na południe od wyspy Wight UC-71 zatopił zbudowany w 1911 roku belgijski parowiec „Londonier” o pojemności 1870 BRT, płynący z Calais do Barry (na pozycji 50°31′N 1°19′W/50,516667 -1,316667) . 14 marca w odległości 5 Mm na południe od latarni morskiej St Catherine okręt storpedował zbudowany w 1903 roku brytyjski parowiec pasażerski „Comrie Castle” (5173 BRT), płynący z Londynu do Nowego Jorku. Statek został uszkodzony, a w wyniku ataku na pokładzie zginęło 9 osób . Tego dnia na postawionej przez U-Boota na południe od Bexhill-on-Sea minie zatonął ze stratą czterech załogantów zbudowany w 1913 roku brytyjski uzbrojony trawler HMT „Agate” (248 BRT) .
7 kwietnia w odległości 6 Mm na południowy wschód od latarni morskiej St Catherine UC-71 storpedował bez ostrzeżenia zbudowany w 1901 roku uzbrojony brytyjski parowiec „Highland Brigade” o pojemności 5669 BRT, płynący z ładunkiem drobnicy z Londynu do Buenos Aires (na pozycji 50°35′N 1°14′W/50,583333 -1,233333, nikt nie zginął)  . 12 kwietnia na tych samych wodach jego los podzielił zbudowany w 1916 roku uzbrojony brytyjski parowiec „Luis” o pojemności 4284 BRT, płynący z Saint John do Portsmouth (w wyniku ataku śmierć poniosły cztery osoby)  .
10 maja nieopodal Dover na postawionej przez okręt podwodny minie zatonął zbudowany w 1910 roku uzbrojony brytyjski parowiec „Amplegarth” o pojemności 3707 BRT, transportujący węgiel z Dunston do Saint-Nazaire (obyło się bez strat w ludziach)  . 15 maja w odległości 3,5 Mm na południowy wschód od latarni morskiej Beachy Head UC-71 storpedował zbudowany w 1916 roku brytyjski parowiec „Pennyworth” (5388 BRT), płynący pod balastem z Boulogne-sur-Mer na Isle of Portland. Statek został uszkodzony, a na jego pokładzie zginął jeden marynarz . 20 maja na południe od Brighton uszkodzeń doznał również zbudowany w 1899 roku brytyjski parowiec „Manchester Importer” o pojemności 4028 BRT, przewożący towary rządowe z Southampton do Calais (na pozycji 50°33′N 0°03′W/50,550000 -0,050000, nikt nie zginął) .
26 czerwca nieopodal Selsey UC-71 storpedował zbudowany w 1916 roku brytyjski parowiec „Raranga” o pojemności 10 040 BRT, przewożący produkty mleczne i mięso z Nowego Jorku do Londynu. Statek jedynie doznał uszkodzeń, a na jego pokładzie nikt nie zginął . 31 lipca u wybrzeży Kentu na postawionej przez U-Boota minie zatonął zbudowany w 1907 roku brytyjski kuter HMD „City Of Liverpool” (88 BRT), a w wyniku eksplozji śmierć poniosło 10 załogantów .
4 sierpnia w pobliżu Wight okręt storpedował zbudowany w 1904 roku brytyjski parowiec „Waipara” o pojemności 6994 BRT, płynący pod balastem z Hawru do Southampton. Statek został uszkodzony, a na jego pokładzie zginął jeden marynarz . Następnego dnia w odległości 30 Mm na południowy zachód od latarni morskiej St Catherine UC-71 uszkodził w ataku torpedowym zbudowany w 1914 roku brytyjski parowiec „Polescar” (5832 BRT), płynący z Montrealu przez Hawr na Isle of Portland (nikt nie zginął) .
14 sierpnia dowództwo okrętu objął por. mar. Eberhard Schmidt, dowodzący wcześniej UC-4 . 13 października UC-71 został przeniesiony do 1. Flotylli U-Bootów Hochseeflotte, choć nie zdołał już wejść do działań wojennych .
W myśl postanowień rozejmu w Compiègne SM UC-71 został w 1919 roku przekazany Wielkiej Brytanii w ramach reparacji wojennych, lecz zatonął w drodze na Wyspy Brytyjskie w pobliżu Helgolandu 20 lutego 1919 roku.

### Podsumowanie działalności bojowej
SM UC-71 odbył 19 rejsów operacyjnych, w wyniku których zatonęły 63 statki o łącznej pojemności 110 750 BRT, a 17 statków o łącznej pojemności 74 089 BRT i slup o wyporności 1250 ton doznało uszkodzeń . Na pokładach zatopionych i uszkodzonych jednostek zginęło co najmniej 314 osób, w tym 22 na brytyjskim parowcu „Cairnstrath”  . Pełne zestawienie zadanych przez niego strat przedstawia poniższa tabela :
| Data                 | Nazwa                   | Państwo           | Tonaż       | Los jednostki |
| -------------------- | ----------------------- | ----------------- | ----------- | ------------- |
| 30 marca 1917        | „Edernian”              | Wielka Brytania   | 3588        | uszkodzony    |
| 30 marca 1917        | „Saint Louis III”       | Marine nationale  | 97          | zatopiony     |
| 30 marca 1917        | „Sarcelle”              | Francja           | 49          | zatopiony     |
| 31 marca 1917        | „Primrose”              | Wielka Brytania   | 113         | zatopiony     |
| 3 kwietnia 1917      | „Ellen James”           | Wielka Brytania   | 165         | zatopiony     |
| 4 kwietnia 1917      | „Pensiero”              | Włochy            | 2632        | zatopiony     |
| 5 kwietnia 1917      | „Gower Coast”           | Wielka Brytania   | 804         | zatopiony     |
| 5 kwietnia 1917      | „San Fulgencio”         | Hiszpania         | 1558        | zatopiony     |
| 7 kwietnia 1917      | „Caminha”               | Portugalia        | 2763        | zatopiony     |
| 9 kwietnia 1917      | „Themistoclis”          | Królestwo Grecji  | 1895        | zatopiony     |
| 9 kwietnia 1917      | „Valhall”               | Norwegia          | 750         | zatopiony     |
| 10 kwietnia 1917     | „Ranvik”                | Norwegia          | 5848        | zatopiony     |
| 12 kwietnia 1917     | „Edelweiss”             | Francja           | 192         | zatopiony     |
| 18 kwietnia 1917     | „Heim”                  | Norwegia          | 1669        | zatopiony     |
| 23 kwietnia 1917     | „Cenobic”               | Belgia            | 16          | zatopiony     |
| 2 maja 1917          | „Westland”              | Holandia          | 108         | zatopiony     |
| 5 maja 1917          | „Simon”                 | Holandia          | 150         | zatopiony     |
| 15 maja 1917         | „Boreas”                | Holandia          | 192         | zatopiony     |
| 16 maja 1917         | „Hendrika Johana”       | Holandia          | 134         | zatopiony     |
| 17 maja 1917         | „Jakoba”                | Holandia          | 107         | zatopiony     |
| 17 maja 1917         | „Mercurius”             | Holandia          | 80          | zatopiony     |
| 18 maja 1917         | „Annetta”               | Holandia          | 177         | zatopiony     |
| 14 czerwca 1917      | „Wega”                  | Wielka Brytania   | 839         | zatopiony     |
| 15 czerwca 1917      | „Wapello”               | Wielka Brytania   | 5576        | zatopiony     |
| 26 czerwca 1917      | „Normandy”              | Marine nationale  | 543         | uszkodzony    |
| 28 czerwca 1917      | „Marne”                 | Francja           | 4019        | zatopiony     |
| 29 czerwca 1917      | „Driskos”               | Królestwo Grecji  | 2833        | zatopiony     |
| 3 lipca 1917         | „Orleans”               | Stany Zjednoczone | 2853        | zatopiony     |
| 4 lipca 1917         | „Snetoppen”             | Norwegia          | 2349        | zatopiony     |
| 6 lipca 1917         | „Løvstakken”            | Norwegia          | 3105        | zatopiony     |
| 6 lipca 1917         | „Victoria 2”            | Norwegia          | 2798        | zatopiony     |
| 8 lipca 1917         | „Vendee”                | Wielka Brytania   | 1295        | zatopiony     |
| 3 sierpnia 1917      | „Aube”                  | Wielka Brytania   | 1837        | zatopiony     |
| 4 sierpnia 1917      | „Afrique”               | Francja           | 2457        | uszkodzony    |
| 4 sierpnia 1917      | „Cairnstrath”           | Wielka Brytania   | 2128        | zatopiony     |
| 7 sierpnia 1917      | „Port Curtis”           | Wielka Brytania   | 4710        | zatopiony     |
| 8 sierpnia 1917      | HMS „Dunraven”          | Royal Navy        | 3117        | zatopiony     |
| 6 września 1917      | „Elisabethville”        | Belgia            | 7017        | zatopiony     |
| 7 września 1917      | „Mont de Piete”         | Francja           | 38          | zatopiony     |
| 7 września 1917      | „Kleber”                | Francja           | 277         | uszkodzony    |
| 8 września 1917      | „Setubal”               | Norwegia          | 1201        | zatopiony     |
| 9 września 1917      | HMS „Myosotis”          | Royal Navy        | 1250        | uszkodzony    |
| 10 września 1917     | „Vikholmen”             | Norwegia          | 494         | zatopiony     |
| 22 września 1917     | „Matti”                 | Norwegia          | 2139        | uszkodzony    |
| 22 września 1917     | „Trongate”              | Wielka Brytania   | 2553        | zatopiony     |
| 23 września 1917     | „Hornsund”              | Wielka Brytania   | 3646        | zatopiony     |
| 24 września 1917     | „Leka”                  | Norwegia          | 1845        | zatopiony     |
| 31 października 1917 | „Estrellano”            | Wielka Brytania   | 1161        | zatopiony     |
| 5 listopada 1917     | USS „Alcedo”            | US Navy           | 983         | zatopiony     |
| 16 listopada 1917    | „Naalso”                | Marine nationale  | 135         | zatopiony     |
| 6 grudnia 1917       | HMT „Apley”             | Royal Navy        | 222         | zatopiony     |
| 6 grudnia 1917       | „Wyndhurst”             | Wielka Brytania   | 570         | zatopiony     |
| 6 grudnia 1917       | „Braeside”              | Wielka Brytania   | 569         | zatopiony     |
| 24 grudnia 1917      | „Luciston”              | Wielka Brytania   | 2877        | zatopiony     |
| 25 grudnia 1917      | „Espagne”               | Belgia            | 1463        | zatopiony     |
| 25 grudnia 1917      | „Hyacinthus”            | Wielka Brytania   | 5756        | uszkodzony    |
| 27 grudnia 1917      | P.L.M. 4                | Francja           | 2640        | zatopiony     |
| 28 grudnia 1917      | „Fallodon”              | Wielka Brytania   | 3012        | zatopiony     |
| 28 grudnia 1917      | HMD „Piscatorial II”    | Royal Navy        | 93          | zatopiony     |
| 29 grudnia 1917      | HMT „Sapper”            | Royal Navy        | 276         | zatopiony     |
| 18 stycznia 1918     | HMT „Gambri”            | Royal Navy        | 274         | zatopiony     |
| 20 stycznia 1918     | „Harmonides”            | Wielka Brytania   | 3521        | uszkodzony    |
| 23 stycznia 1918     | „Aalesund”              | Norwegia          | 414         | zatopiony     |
| 14 lutego 1918       | „Atlas”                 | Wielka Brytania   | 3090        | zatopiony     |
| 19 lutego 1918       | „Athenic”               | Wielka Brytania   | 4078        | uszkodzony    |
| 19 lutego 1918       | „Commonwealth”          | Wielka Brytania   | 3353        | zatopiony     |
| 8 marca 1918         | „Saba”                  | Wielka Brytania   | 4257        | uszkodzony    |
| 12 marca 1918        | „Clarissa Radcliffe”    | Wielka Brytania   | 5754        | uszkodzony    |
| 12 marca 1918        | „Savan”                 | Wielka Brytania   | 4264        | uszkodzony    |
| 13 marca 1918        | „Londonier”             | Belgia            | 1870        | zatopiony     |
| 14 marca 1918        | HMT „Agate”             | Royal Navy        | 248         | zatopiony     |
| 14 marca 1918        | „Comrie Castle”         | Wielka Brytania   | 5173        | uszkodzony    |
| 7 kwietnia 1918      | „Highland Brigade”      | Wielka Brytania   | 5669        | zatopiony     |
| 12 kwietnia 1918     | „Luis”                  | Wielka Brytania   | 4284        | zatopiony     |
| 10 maja 1918         | „Amplegarth”            | Wielka Brytania   | 3707        | zatopiony     |
| 15 maja 1918         | „Pennyworth”            | Wielka Brytania   | 5388        | uszkodzony    |
| 20 maja 1918         | „Manchester Importer”   | Wielka Brytania   | 4028        | uszkodzony    |
| 26 czerwca 1918      | „Raranga”               | Wielka Brytania   | 10 040      | uszkodzony    |
| 31 lipca 1918        | HMD „City of Liverpool” | Royal Navy        | 88          | zatopiony     |
| 4 sierpnia 1918      | „Waipara”               | Wielka Brytania   | 6994        | uszkodzony    |
| 5 sierpnia 1918      | „Polescar”              | Wielka Brytania   | 5832        | uszkodzony    |
| RAZEM                | RAZEM                   | zatopione:        | zatopione:  | 63            |
| RAZEM                | RAZEM                   | uszkodzone:       | uszkodzone: | 18            |